# پسماند غذایی در نیوزیلند
پسماند مواد غذایی در نیوزیلند یکی از مسائل زیست‌محیطی متعددی است که توسط صنایع، افراد و دولت مورد توجه قرار گرفته است.
حجم کل مواد غذایی هدر رفته در نیوزیلند مشخص نیست زیرا پسماند مواد غذایی در تمام مراحل زنجیره تأمین بررسی نشده است. با این حال، تحقیقاتی در مورد ضایعات مواد غذایی خانگی، ضایعات مواد غذایی سوپرمارکت‌ها و ضایعات مواد غذایی بخش مهمان‌نوازی انجام شده است. کمیته منتخب محیط زیست در سال ۲۰۱۸ جلسه‌ای در مورد ضایعات مواد غذایی برگزار کرد.

## پسماند مواد غذایی خانگی
در گزارشی به وزارت محیط زیست با عنوان «داده‌های زباله خانگی ۲۰۰۸» محاسبه شده است که در سال ۲۰۰۸، ۱٬۰۴۸٬۹۹۳ تن زباله توسط بخش مسکونی تولید شده است که به‌طور متوسط ۲۶۰ کیلوگرم به ازای هر نفر یا ۶۷۶ کیلوگرم به ازای هر خانوار در سال بیش از ۴۴٪ از این زباله‌های خانگی ارگانیک بودند که ۲۴٫۷٪ (یا ۲۵۸٬۸۸۶ تن) از کل آن زباله‌های آشپزخانه و ۱۹٫۶٪ (۲۰۵۵۲۶ تن) زباله‌های سبز بودند.
تحقیقات دقیق‌تر در مورد زباله‌های غذایی تولیدشده توسط خانوارها که از طریق جمع‌آوری زباله‌های کنار خیابان دفع می‌شدند، در سال ۲۰۱۴ به نمایندگی از WasteMINZ انجام شد. سطل‌های زباله ۱۴۰۲ خانوار مورد مطالعه قرار گرفتند و زباله‌های غذایی آنها دسته‌بندی، وزن و هزینه آنها محاسبه شد. این مطالعه نشان داد که سالانه ۲۲۹٬۰۲۲ تن مواد غذایی توسط خانوارها به محل دفن زباله فرستاده می‌شود. از این مقدار تقریباً ۵۰٪ یا ۱۲۲٬۵۴۷ تن، ضایعات مواد غذایی قابل اجتناب است. هزینه ملی دفع زباله‌های غذایی خانگی قابل اجتناب در محل دفن زباله در سال‌های ۲۰۱۴/۲۰۱۵، ۸۷۲ میلیون دلار در سال بود. حذف این زباله‌های غذایی همان تأثیر کاهش انتشار CO2
```
به میزان ۳۲۵۹۷۵ تن را خواهد داشت - معادل کاشت ۱۳۰۳۹۰ درخت یا حذف ۱۱۸۱۰۷ خودرو از جاده‌ها به مدت یک سال.
```

تحقیقات انجام‌شده توسط دانشگاهیان دانشگاه ماسی در سال ۲۰۱۵ نشان داد که برخی از خانوارها ضایعات غذایی بیشتری ایجاد می‌کنند. اینها خانوارهایی با تعداد جوانان بیشتر و خانوارهایی با تعداد نفرات بیشتر بودند.
این تحقیق در سال ۲۰۱۸ با بررسی سطل‌های زباله ۶۰۰ خانوار تکرار شد. این مطالعه نشان داد که به‌طور متوسط، خانوارهای نیوزیلندی ۳٫۱۵ پوند (حدود ۱٫۵ کیلوگرم) را دور می‌ریزند. کیلوگرم غذا در هفته از طریق جمع‌آوری زباله‌های کنار خیابان خانگی خود. این مقدار از ۳٫۱۷ کاهش یافته است. کیلوگرم ضایعات مواد غذایی از ممیزی‌های سطل‌های زباله که در سال‌های ۲۰۱۴–۲۰۱۵ توسط انجام شده است. به دلیل رشد جمعیت در این دوره زمانی، سالانه ۱۵۷۳۹۸ تن زباله غذایی قابل اجتناب دفن می‌شود.
هر خانوار نیوزیلندی در سال ۲۰۱۸ به‌طور متوسط ۶۴۴ دلار معادل تقریباً ۸۶ کیلوگرم مواد غذایی هدر داده است.

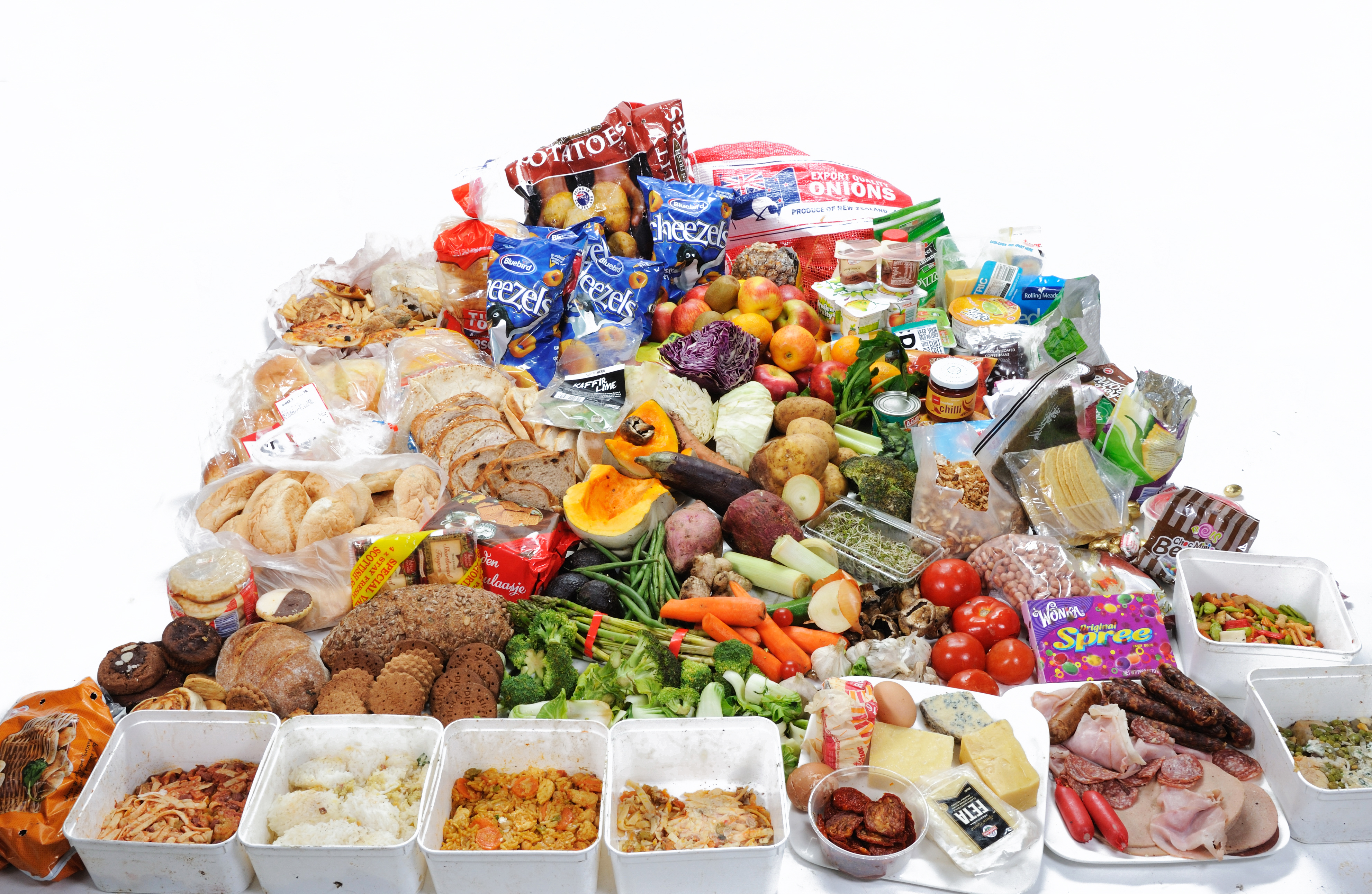
در سال ۲۰۱۴، ۴۲٫۴ کیلوگرم زباله غذایی قابل اجتناب در سطل‌های زباله خانگی نیوزیلند کشف شد.

ده ماده غذایی که بیشترین میزان هدررفت را در سال ۲۰۱۸ داشتند عبارتند از:
1. نان ۱۰٪
2. باقیمانده ۸٪
3. پرتقال و نارنگی ۴٪
4. سیب ۳٪
5. موز ۳٪
6. سیب‌زمینی ۳٪
7. مرغ ۳٪
8. برنج ۳٪
9. کاهو ۲٪
10. گوشت گاو ۲٪

آمار دقیقی از میزان دقیق هدررفت مواد غذایی خوراکی توسط خانوارها و تبدیل آنها به کمپوست، تغذیه حیوانات یا دفع آنها از طریق واحد دفع زباله آشپزخانه در دست نیست. یک نظرسنجی در سال ۲۰۱۴ از ۱۳۶۵ خانوار نشان داد که ۶۶٪ از افراد مورد بررسی، مقداری از غذای خود را از طریق جمع‌آوری زباله کنار خیابان توسط شورای شهر دفع می‌کنند، ۴۷٪ مقداری از غذای خود را از طریق کمپوست، ۳۵٪ از طریق تغذیه حیوانات و ۲۸٪ از طریق واحد دفع زباله آشپزخانه دفع می‌کنند. کمپین «عشق به غذا، نفرت از اسراف» در ۱ ژوئن ۲۰۱۶ در نیوزیلند آغاز به کار کرد. این کمپین با تشویق خانواده‌ها به رفتارهایی برای کاهش ضایعات مواد غذایی مانند استفاده از غذاهای مانده و نگهداری صحیح مواد غذایی، از آنها برای کاهش ضایعات مواد غذایی حمایت می‌کند. ارزیابی این کمپین که در سال ۲۰۱۸ انجام شد، نشان داد خانوارهایی که از این کمپین مطلع شده بودند، میزان ضایعات مواد غذایی خود را که به محل دفن زباله می‌فرستادند، ۲۷٫۱ درصد کاهش داده‌اند.
برداشت‌ها از پسماند مواد غذایی
در سال ۲۰۱۴، یک نظرسنجی از ۱۳۵۴ خانوار انجام داد و از مردم پرسیده شد که به نظرشان چقدر غذا هدر می‌دهند و هزینه خرید هفتگی‌شان چقدر می‌شود. مردم فکر می‌کردند که هفته‌ای ۱۴۰ دلار غذا از فروشگاه مواد غذایی خود می‌خرند و تخمین می‌زدند که ۵٪ آن را هدر می‌دهند؛ بنابراین کل مبلغی که آنها فکر می‌کردند هدر داده‌اند، ۳۹۰ دلار به ازای هر خانوار در سال بوده که معادل ۶۰۰ میلیون دلار در سال می‌شود.
در سال ۲۰۱۷، مطالعه‌ای توسط رابوبانک با سوالات مشابهی انجام شد. مردم فکر می‌کردند که هفته‌ای ۱۸۰ دلار غذا از فروشگاه مواد غذایی خود می‌خرند و تخمین می‌زدند که ۱۲٪ آن را هدر می‌دهند؛ بنابراین کل مبلغی که آنها فکر می‌کردند هدر داده‌اند، ۱۰۷۱ دلار به ازای هر خانوار بوده که معادل ۱٫۸ میلیارد دلار در سال می‌شود. مشخص نیست که آیا این افزایش درک از میزان هدررفت، با افزایش واقعی میزان هدررفت مرتبط است یا خیر.
نظرسنجی انجام شده در سال ۲۰۱۴ با استفاده از همان روش نظرسنجی تکرار شد. مردم فکر می‌کردند که هفته‌ای ۱۵۰ دلار غذا از فروشگاه مواد غذایی خود می‌خرند که افزایشی ۱۰ دلاری را نشان می‌دهد و تخمین زدند که بدون تغییر نسبت به سال ۲۰۱۴، ۵٪ از آن را هدر داده‌اند. این نشان می‌دهد که افزایش تخمین ضایعات مواد غذایی توسط رابوبانک به دلیل تفاوت در روش بررسی است، نه افزایش واقعی.

## پسماند مواد غذایی سوپرمارکت
دانشگاه اوتاگو در نیوزیلند تحقیقاتی در مورد ضایعات مواد غذایی سوپرمارکت‌ها انجام داده است. ممیزی‌های ضایعات فیزیکی در سوپرمارکت‌های نیو وورد در سراسر نیوزیلند در سال ۲۰۱۷ انجام شد. در مجموع تخمین زده می‌شود که سالانه ۶۰۵۰۰ تن مواد غذایی توسط سوپرمارکت‌ها در نیوزیلند هدر می‌رود. این معادل تقریباً ۱۶۰ تن در هر فروشگاه در سال است. ۱۵٪ از زباله‌های غذایی سوپرمارکت‌ها به گروه‌های نجات غذا اهدا می‌شود و تنها ۲۳٪ به محل دفن زباله فرستاده می‌شود و مابقی آن به خوراک دام یا ۱۵٪ به فرآوری مجدد پروتئین اختصاص می‌یابد.